# Götz von Berlichingen (Goethe)
Götz von Berlichingen, a volte citato come Götz von Berlichingen dalla Mano di Ferro (in tedesco Götz von Berlichingen mit der eisernen Hand) è il titolo di una tragedia di Johann Wolfgang von Goethe, pubblicata nel 1773. 
Il dramma venne messo in scena per la prima volta con grande successo il 12 aprile 1774 al Komödienhaus di Berlino ad opera di Heinrich Gottfried Koch in costumi storici, cosa rara a quel tempo.

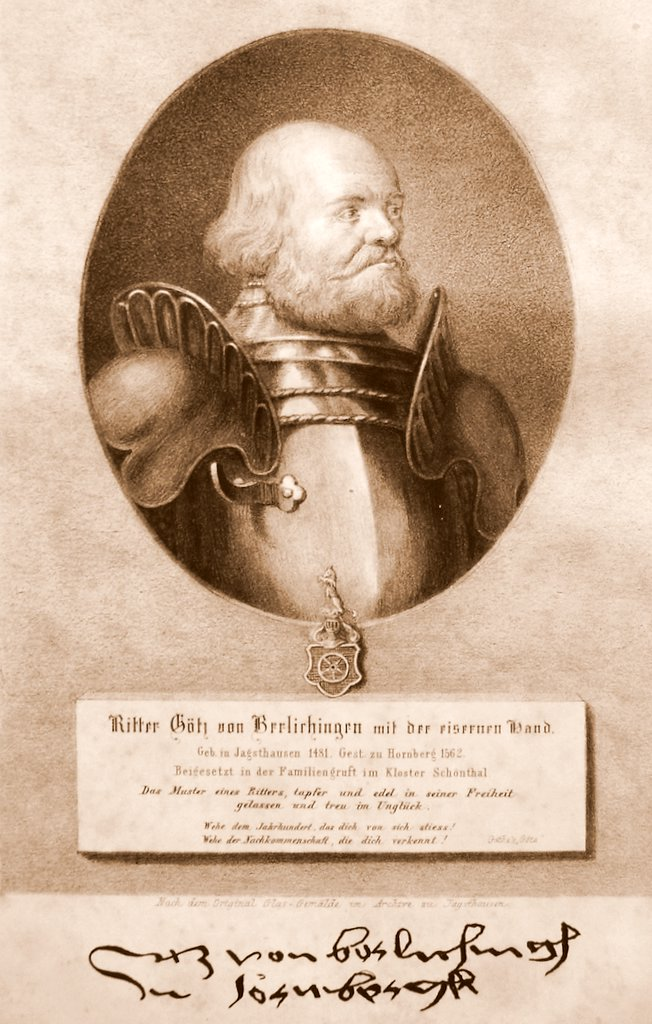
Götz von Berlichingen

L'opera si ispira liberamente alla biografia del cavaliere tedesco omonimo (1480–1562). Nella tragedia di Goethe il protagonista viene presentato come un cavaliere idealizzato, uno spirito libero costretto a scontrarsi contro la società di palazzo e i giochi di potere. Nella verità storica, Götz, o Gottfried, von Berlichingen, dopo una vita vissuta come soldato di ventura per il Sacro Romano Impero Germanico, morì ottantenne nel suo castello di Horneck; nella finzione drammatica il protagonista si sacrifica, restando sempre fedele all'imperatore, per i valori della libertà e della giustizia.

## Trama

### Atto primo
Nel primo atto del dramma, i lettori apprendono dei disaccordi tra Götz von Berlichingen e il vescovo di Bamberga attraverso una conversazione in una locanda. Intanto, poco lontano, Götz cattura un manipolo di soldati fedeli al vescovo, tra cui Adalbert von Weislingen, suo amico di infanzia e compagno di battaglie, che lo aiutò quando perse la mano destra in uno scontro.
Götz convince Weislingen a cambiare schieramento e ad appoggiare lui invece del vescovo. In cambio e come segno del rapporto amichevole tra i due, Götz offre a Weislingen la mano di sua sorella Maria. Weislingen accetta l'offerta e il fidanzamento diventa ufficiale.

### Atto secondo
Intanto la corte vescovile sta discutendo su come procedere. Liebetraut ha il compito di riportare Adalbert von Weislingen al fianco del vescovo il più rapidamente possibile.
Liebetraut convince Weislingen a tornare alla corte vescovile, dove si innamora della giovane vedova Adelaide von Walldorf e decide quindi di restare. In tal modo, non solo tradisce il suo vecchio amico Götz von Berlichingen, ma anche la sua futura sposa Maria. 

### Atto terzo
Sickingen fa visita a Götz a Jaxthaussen per chiedergli la mano di sua sorella Maria. Götz lo avverte, però, che Weislingen l'ha sedotta e tradita, aggiungendo: "L'ho lasciato libero, quell'uccello che ora sdegna la buona mano che gli ha offerto il becchime al momento giusto. Ora va frullando in giro, e cerca il suo nutrimento su Dio sa quale siepe"
— Wolfgang Goethe, Götz von Berlichingen dalla Mano di Ferro, ATTO TERZO, Teatro, Giulio Einaudi editore, 1973, p. 114.
Dopo che uno dei servi di Götz von Berlichingen viene nuovamente catturato, Götz si vendica di un gruppo di ricchi mercanti attaccandoli e derubandoli. Le conseguenze di questo atto non si fanno attendere: il vescovo mette sulle sue tracce un esercito, nonostante i dubbi dell'Imperatore, che considera Götz un uomo di valore.
Götz riesce a negoziare un compromesso che gli permette di lasciare il suo castello da uomo libero. Tuttavia, l'esercito del vescovo infrange questa promessa e lo fa prigioniero.

### Atto quarto
A Heilbronn Götz viene inizialmente assolto in tribunale. Tuttavia, questo non lo deve alla pietà del vescovo, quanto piuttosto al suo caro amico Franz von Sickingen, che minaccia la corte con la distruzione della città. Götz si ritira nuovamente nel suo castello, ma è costretto a promettere di non partecipare più a sortite di alcun tipo, per non rischiare un altro processo, quindi la prigionia e la probabile condanna a morte.

### Atto quinto
Poco dopo, però, il paese si trova ad affrontare una nuovo scontro intestino: è scoppiata la Guerra dei contadini tedeschi, che ha devastato intere zone del paese e mietuto migliaia di vittime.
I leader della guerra dei contadini cercano Götz von Berlichingen per nominarlo loro capitano. Per evitare ulteriori atti di violenza, Götz alla fine accetta, violando il suo giuramento di astenersi dalle battaglie e di non interferire negli affari degli altri.
Quando i contadini non mantengono la promessa di non ricorrere alla violenza nei confronti dei civili, Götz non ha altra scelta che quella di fuggire. Tuttavia, non va lontano prima che gli uomini di Weislingen lo catturino di nuovo.
Adelaide alla corte vescovile è ormai annoiata dal suo nuovo marito Weislingen ed escogita un piano per sbarazzarsi di lui, ordinando allo scudiero di Weislingen, il servitore Franz, che è anche il suo nuovo amante, di avvelenarlo.
Dopo che Franz avvelena Weislingen, non è in grado di affrontare il senso di colpa e si toglie la vita, gettandosi nel fiume Meno da una finestra. Adelaide viene giudicata colpevole dei reati di adulterio e omicidio e viene condannata a morte da un tribunale segreto.
Götz von Berlichingen muore in prigione per le ferite riportate dagli scontri con i soldati imperiali. Se ne va con le parole: "Aria celeste - libertà! Libertà!" ("Himmlische Luft - Freiheit! Freiheit!"), alle quali la moglie Elisabetta risponde: "Solo lassù, lassù con te. Il mondo è una prigione" ("Nur droben droben bei dir. Die Welt ist ein Gefängnis"). 
Le ultime battute della tragedia sono di Maria, sorella di Götz, che davanti alla morte del fratello dice: "Nobile uomo! Nobile uomo! Guai al secolo che ha potuto respingerti" ("Edler Mann! Edler Mann! Wehe dem Jahrhundert das dich von sich stieß"), e dello scudiero di Götz Lerse: "Guai ai posteri che ti disconoscono" ("Wehe der Nachkommenschaft die dich verkennt").

## Accoglienza
Il re Federico il Grande, nel saggio pubblicato in francese nel 1780 Sulla letteratura tedesca (De la littérature allemande), criticò aspramente il grande successo di pubblico del dramma di Goethe, soprattutto a causa della somiglianza con le detestate opere di Shakespeare che stavano spopolando a quel tempo: "Ma ecco che ora viene messo in scena un Götz von Berlichingen, deprecabile imitazione di questi pessimi drammi inglesi, e la platea applaude e chiede entusiasticamente il bis di queste insulsaggini".

## Interpretazione
Con la sua opera Goethe sfida consapevolmente gli schemi narrativi precedenti. Dopo aver studiato a Strasburgo le opere di William Shakespeare (1564–1616), ne seguì l'esempio e scrisse il proprio dramma lontano dai criteri formali che avevano caratterizzato il teatro del XVIII secolo, soprattutto perché, per la prima volta in Germania, vengono violate le tre unità aristoteliche, che per Federico erano imprescindibili.
In questo contesto criticò anche la società feudale e l'assolutismo, la forma di governo dominante in Germania fino al XIX secolo . Il suo protagonista, Götz von Berlichingen, è un rappresentante ideale del Medioevo e dei valori cavallereschi, ma nonostante la sua elevata posizione di nobile, si comporta come l'eroe idealizzato dello Sturm und Drang, che rifiuta il sistema autoritario e l'oppressione dei poveri.

## Citazioni
Nell'atto terzo, è presente il famoso Saluto svevo, con cui Götz insulta i soldati del vescovo, che lo hanno imprigionato con l'inganno. Questa battuta fece molto scalpore negli anni della pubblicazione dell'opera, in particolare poiché conteneva una parolaccia esplicitata nel testo. Nelle edizioni moderne il Saluto svevo è spesso censurato.
"Mich ergeben! Auf Gnad und Ungnad! Mit wem redet Ihr! Bin ich ein Räuber! Sag deinem Hauptmann: Vor Ihro Kaiserliche Majestät hab ich, wie immer, schuldigen Respekt. Er aber, sag's ihm, er kann mich im Arsch lecken!
"Consegnarmi! E a discrezione! Con chi credete di parlare, sono forse un brigante? Di' al tuo capitano che io ho, come sempre, il dovuto rispetto per Sua Maestà Imperiale. Che però, diglielo, mi può leccare il culo!"
— Wolfgang Goethe, Götz von Berlichingen dalla Mano di Ferro, ATTO TERZO, Teatro, Giulio Einaudi editore, 1973, p. 129